# Campanha presidencial de Ciro Gomes em 2022
A campanha presidencial de Ciro Gomes em 2022 foi oficializada em 20 de julho de 2022 em Brasília. A vice na chapa foi Ana Paula Matos.

## Pré-candidatura à Presidência em 2022

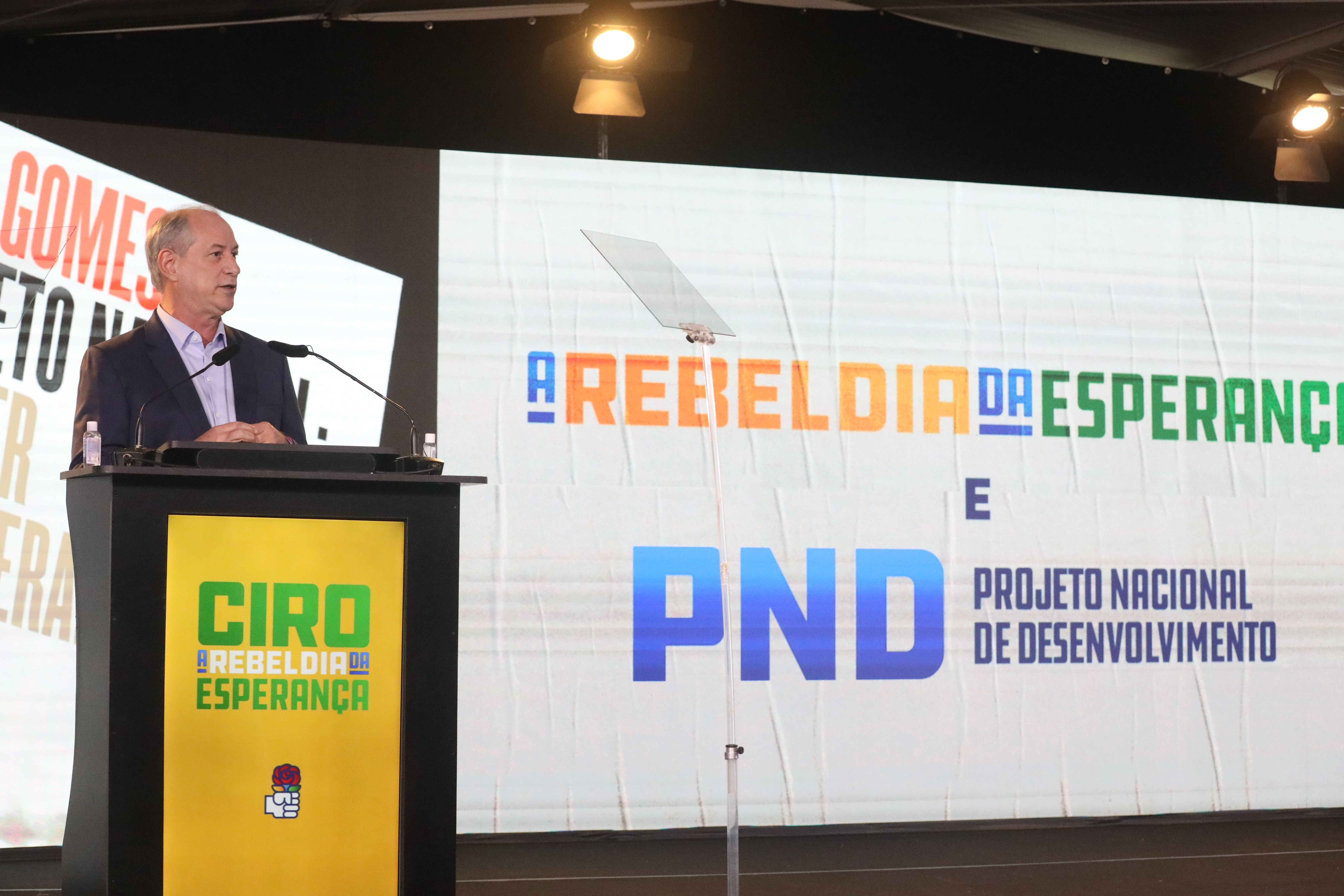
Ciro Gomes no evento de lançamento de sua pré-candidatura à presidência da República em 21 de janeiro de 2022, na sede do PDT, em Brasília.

No dia 21 de janeiro de 2022, Ciro Gomes realizou em Brasília o lançamento de sua pré-candidatura à presidência do Brasil. No evento, defendeu, entre outras propostas, a re-industrialização do Brasil e uma política fiscal para fortalecer a capacidade do Estado em induzir os investimentos por fora do teto de gastos.

## Candidatura à Presidência
O Partido Democrático Trabalhista (PDT) aprovou em 20 de julho de 2022 a candidatura do ex-governador em convenção nacional do partido, em Brasília. Ciro Gomes que tenta pela quarta vez chegar ao Palácio do Planalto. Algumas das cotadas à candidatura a vice-presidente foram as senadoras Leila Barros (DF) e a ex-reitora da Universidade de São Paulo (USP) Suely Vieira. No dia 5 de agosto de 2022, o PDT anunciou que Ana Paula Matos, vice-prefeita de Salvador, será a vice-presidente na chapa.
Com João Santana como marqueteiro, o conteúdo da campanha se destacou por fortes críticas tanto ao PT e Lula, quanto a Jair Bolsonaro.
Nas vésperas da eleição, houve um movimento nas redes sociais por parte de políticos, artistas e ex-aliados para que Ciro abandonasse sua candidatura em favor do voto útil em Lula no 1º turno, o que foi rechaçado pelo candidato.
| “                         | “Agora, na reta final da campanha mais vazia da história, embalam tudo no falso argumento do voto útil. Com esta pregação, querem eliminar a liberdade das pessoas de votarem” | ” |
| — Ciro em pronunciamento. | |   |

## Candidatos
Os seguintes políticos anunciaram a sua candidatura. Os partidos políticos tiveram até 15 de agosto de 2022 para registrar formalmente os seus candidatos.
| Partido Democrático Trabalhista                                                                                  |                                                                     |
| |                                                                     |
| Ciro Gomes | Ana Paula Matos                                                     |
| |                                                                     |
| para presidente                                                                                                  | para vice-presidente                                                |
| Ministro da Fazenda De 6 de setembro de 1994 até 1º de janeiro de 1995 e Deputado federal pelo Ceará (2007–2011) | Vice-prefeita de Salvador De 1º de janeiro de 2022 até a atualidade |

## Resultado da eleição

### Eleições presidenciais
| Ano de eleição | Candidato  | Primeiro turno      | Primeiro turno      | Segundo turno       | Segundo turno       |
| Ano de eleição | Candidato  | # do total de votos | % do total de votos | # do total de votos | % do total de votos |
| -------------- | ---------- | ------------------- | ------------------- | ------------------- | ------------------- |
| 2022           | Ciro Gomes | 3.599.287           | 3,04%               | Não concorreu       | Não concorreu       |